# Horváth Valéria
Horváth Valéria névvariáns: Horváth Vali (Lenti, 1965. január 4. –) magyar színésznő, ügyvéd.

## Életpálya
Lentiben született 1965. január 4-én. Szülővárosa gimnáziumában érettségizett. Csoportos szereplőként 1983-ban a zalaegerszegi Hevesi Sándor Színházban kezdte pályáját, majd 1986-tól a színház stúdiósa, később színésze lett. 1989-től a Pécsi Nemzeti Színház színésznője volt. Játszott a Győri Nemzeti Színházban is. Színészi pályáját megszakítva jelenleg ügyvédként dolgozik. A Miskolci Egyetemen szerezte jogászi diplomáját.
Egy gyermek édesanyja, Nádházy Péter színésztől született lánya: Eszter.

## Fontosabb színházi szerepei
- Móricz Zsigmond: Légy jó mindhalálig... Bella
- Vörösmarty Mihály: Csongor és Tünde... Ledér
- Václav Havel: A leírat... Marie
- William Shakespeare: Szeget szeggel... Júlia
- Hunyady Sándor – Szakonyi Károly: A három sárkány... Kitty
- Georges Feydeau: Bolha a fülbe... Antoinette
- Albert Camus: A félreértés... Mária
- Alan Alexander Milne: Micimackó... Bagoly
- John Whiting: Az ördögök... II. Laikus nővér
- Hubay Miklós: A túsz-szedők... Hermione
- Csurka István: Ki lesz a bálanya?... Alány
- Bródy Sándor: A tanítónő... Hray Ida
- Noël Coward: Vidám kísértet... Edith, szobalány
- Sue Townsend: A 13 és 3/4 éves Adrian Mole titkos naplója... Nővér
- Romain Rolland: A szerelem és a halál játéka... Lodoiska Cerizier
- Carlo Goldoni: A hazug... Colombina
- Peter Weiss: Marat/Sade... Simone Evrard
- Samuel Beckett: Godot-ra várva... Gogo (Estragon)
- Neil Simon: Furcsa pár... Sylvie
- Füst Milán: Negyedik Henrik király... Adela
- William Mastrosimone: A pulóvergyűjtő... Rosie
- Molière – Kszel Attila: Scapin, a nápolyi... Nerine

## Filmek, tv
- Bolha a fülbe (Színházi előadás tv-felvétele) (1989)